# 成宮明光
成宮 明光（なるみや あきみつ、1935年11月2日 - 2007年11月10日）は、日本中央競馬会・中山競馬場→美浦トレーニングセンター北に所属していた元調教師、有限会社明成牧場の元代表者である。神奈川県出身。

## 来歴
牧場経営を志し、高校卒業後すぐに青森県へ移住。現地の牧場主から獣医師の資格を取得するよう勧められ、日本獣医畜産大学へ入学。獣医師免許を取得した後の1959年、日本中央競馬会の獣医師を兼務する形で中山・杉浦照厩舎所属の厩務員となり、後に調教助手となった。
1964年、調教師免許を取得する。28歳4か月での調教師免許取得は最年少記録であり、獣医師・大学卒業者としても初の調教師となった。1965年、中山競馬場で厩舎を開業。
2006年、2月26日に中山競馬場で行われた引退式に参加し、2月28日付で定年の為調教師を引退する。調教師引退後は、夫人の実家であり以前から経営に携わっていた有限会社明成牧場の代表取締役となり、青森県に牧場を開設。地方競馬全国協会での馬主の資格も得た。
しかし2007年、11月10日に風邪をこじらせ肺炎のため死去、72歳没。

## エピソード
- 競走馬の育成に熱心で、調教師時代に青森県内に育成のための牧場を開設した。育成の手法について吉田善哉や和田共弘にしばしばアドバイスを求めたが「馬を預かると立場が下になってしまう」という理由から、両者が生産・所有する競走馬を管理することはなかった。
- 調教師生活を通して、管理馬のほとんどを青森産馬が占めていた。特に師匠杉浦の代からゆかりがあった青森牧場と、夫人の実家である明成牧場（明神牧場）との関係が深かった。ビゼンニシキをはじめとして、自ら配合を考えた管理馬も多かった。青森の馬産の衰退とともに厩舎の成績は下落していき、40年余りの調教師生活のうち、後半約20年は重賞勝ち馬を1頭も出せなかった。
- 管理馬カネヒムロに騎乗し優駿牝馬を優勝した岡部幸雄に対し、褒美としてアメリカへの遠征を手配した。この遠征がきっかけとなって岡部は海外競馬に強く惹かれるようになった。
- 若いころに西部劇映画を観てその開拓精神に感銘を受け、以降長年にわたりウエスタンの衣装で通していた[2]。
- 飛行機操縦や射撃など、多彩な趣味を持っていた。

## 記録
- 1965年3月7日に管理馬が初出走となるレースにクニイワキが出走し4着となり、8月15日にフアントムが勝利し延べ38頭目で初勝利を挙げる。
- 1969年、NHK杯をカネハヤテが制し、重賞初勝利を挙げる。
- 1971年、優駿牝馬（オークス）をカネヒムロが制し、クラシック初勝利を挙げる。
- 1978年、1979年と2年連続で関東リーディングトレーナーとなる。
- 1996年、6月12日浦和競馬第10競走マルチベスト特別で管理馬（キャニオンザルース）が地方競馬初出走。
- 1998年、11月3日に浦和競馬場で行われたマルチサンド特別を管理馬のハシノピカロが制し、地方初勝利を挙げる。

## 調教師成績
- 中央競馬通算8664戦733勝（うち障害277戦31勝、重賞26勝）
- 地方通算39戦3勝

## 主な管理馬
- カネハヤテ（1969年NHK杯）
- カネヒムロ（1971年優駿牝馬）
- ヒシマツタカ（1972年読売カップ（春）、アラブ大賞典（秋））
- タクマオー（1972年福島大賞典1973年毎日王冠、福島大賞典）
- ヤマテスコ（1973年新潟記念）
- スルガスンプジョウ（1974年日本短波賞、セントライト記念、クモハタ記念）
- ヨネミノル（1975年クイーンカップ）
- アイノハヤテ（1976年アラブ大賞典（秋））
- カネオオエ（1976年福島大賞典）
- マサキビゼン（1977年クイーンカップ）
- カネミカサ（1978年中山記念、1979年中山記念、アルゼンチン共和国杯、1980年アメリカジョッキークラブカップ）
- ビゼンセイリュウ（1981年七夕賞）
- アイノフェザー（1984年クイーンカップ）
- ビゼンニシキ（1984年共同通信杯4歳ステークス、スプリングステークス、NHK杯）
- カネクロシオ（1984年、ステイヤーズステークス、1985年新潟大賞典）
- ミサワボタン（未出走）
- ソウゴン（2004年ホマレボシメモリアル、カネミノブメモリアル）

## 主な厩舎所属者
※太字は門下生。括弧内は厩舎所属期間と所属中の職分。
- 蛯沢誠治（1970年-1975年、1978年-1999年 騎手）
- 栗田博憲（1972年-1980年 調教助手）
- 蛯名信広（1974年-1977年 騎手）
- 蛯名利弘（1981年 -? 騎手）
- 岩部純二（1994年-? 騎手）
- 藤原英幸（1995年-1996年 騎手）
- 松山将樹（1998年-1999年 厩務員、調教厩務員）
- 石神深一（2001年-2006年 騎手）
- 和田正一郎（2002年 厩務員）